# Naupan
Naupan är en kommun i Mexiko.   Den ligger i delstaten Puebla, i den sydöstra delen av landet, 140 km nordost om huvudstaden Mexico City.
Följande samhällen finns i Naupan:
- Cueyatla
- Cuahuihuitzotitla
- Metztla Arriba
- Xiautla
- Cozolapa